# Gendringen
Gendringen – wieś w Holandii, znajdująca się w prowincji Geldria w gminie Oude IJsselstreek.